# Demografia da Finlândia

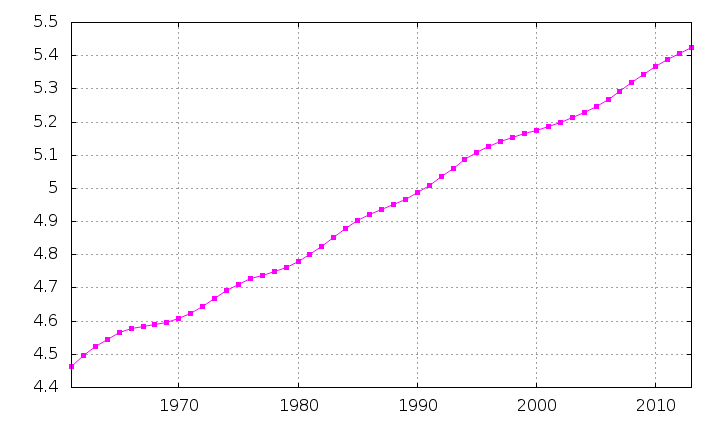
População da Finlândia em milhares

A Finlândia tem cinco milhões de habitantes e uma densidade populacional de 17 habitantes por quilômetro quadrado. Isto faz da Finlândia, depois da Noruega e Islândia, o país menos povoado da Europa. Na Lapónia finlandesa, no ártico, há apenas 2 pessoas por km².
Os habitantes mais antigos da Finlândia foram provavelmente os lapões. Na década de 1960 muitos finlandeses abandonaram as áreas rurais e se mudaram para a Suécia, onde ainda hoje constituem a minoria mais importante.
A população da Finlândia tem sempre se concentrado na região sul do país. Cerca de 60% vivem em centros e cidades, com 1,2 milhão de pessoas vivendo na Área Metropolitana de Helsíquia. As grandes cidades da Finlândia além da área metropolitana de Helsinki (incluindo as cidades de Helsinki, Espoo e Vantaa), são Tampere, Turku, e Oulu.
Existem duas línguas oficiais na Finlândia: Finlandesa, falada por 92% da população como língua materna e Sueco, falado por 5,5% dos habitantes. Há uma explicação histórica do Sueco ser uma língua oficial na Finlândia: do século IX ao século XIII, a Finlândia foi parte do Império Sueco.

## Demografias
- População: 5 223 442 (Julho de 2005 estm.)
- Expectativa de vida: 78,35 anos (2005 estm.)
  - homens:74,82 anos
  - mulheres: 82,02 anos
- Fertilidade: 1,73 crianças para cada mulher (2005 estm.)

## Estrutura de idade
- 0-14 anos: 17,3%
  - homens: 460.977
  - mulheres: 443.859
- 15-64 anos: 66,8%
  - homens: 1.764.874
  - mulheres: 1.723.385
- 65 anos ou mais: 15,9% (2005 estm.)
  - homens: 328.952
  - mulheres: 501.395
- Crescimento populacional: 0,16% (2005 estm.)
- Natalidade: 10,5 nascimentos por pessoa (2005 estm.)
- Mortalidade: 9,79 mortes por pessoa (2005 estm.)
- Migração: 0,89 migrantes por pessoa (2005 estm.)

## Etnias
- Finlandeses: 92%
- Sueco-Finlandeses: 5,36%
- Russos: 0,6%
- Romanos: 0,12%
- Lapões: 0,11%
- Tatares finlandeses: 0,02%

## Línguas
- Língua finlandesa: 92,4 (oficial)
- Língua sueca: 5,9% (oficial)
- Língua russa: 0,8% (não-oficial)
- Línguas lapônicas: 0,03% (semi-oficial)

## Religiões
- Luterana: 83,1% (Igreja Evangélica Luterana da Finlândia)
- Russa Ortodóxico: 1,2% (Igreja Ortodóxica Finlandesa)
- Outras: 1,2%
- Nenhuma: 14,5%

## Alfabetização
- definição: 15 anos ou mais pode ler e escrever
- total da população: 100% (1980 estm.)